# Hutchins (Texas)
Hutchins is een plaats (city) in de Amerikaanse staat Texas, en valt bestuurlijk gezien onder Dallas County.

## Demografie
Bij de volkstelling in 2000 werd het aantal inwoners vastgesteld op 2805.
In 2006 is het aantal inwoners door het United States Census Bureau geschat op 3009, een stijging van 204 (7.3%).

## Geografie
Volgens het United States Census Bureau beslaat de plaats een oppervlakte van
22,3 km², waarvan 22,0 km² land en 0,3 km² water. Hutchins ligt op ongeveer 140 m boven zeeniveau.

## Plaatsen in de nabije omgeving
De onderstaande figuur toont nabijgelegen plaatsen in een straal van 16 km rond Hutchins.